# Peldas
Peldas is een bestuurslaag in het regentschap Banyuasin van de provincie Zuid-Sumatra, Indonesië. Peldas telt 3612 inwoners (volkstelling 2010).